# Принс Нико Мбарга
Принс Нико Мбарга е африкански музикант. Родителите му са майка нигерийка и баща камерунец.
Придобива известност с песента си „Сладка майка“, която се нарежда сред най-продаваните в Нигерия и цяла Африка.
Умира на 47 години в мотоциклетен инцидент на 24 юни 1997 г.